# Im inneren Kreis (2017)
Im inneren Kreis ist ein deutscher Dokumentarfilm von Hannes Obens und Claudia Morar aus dem Jahr 2017. Der Film handelt von verdeckten Ermittlungen der Polizei in Heidelberg und in der Roten Flora in Hamburg.

## Inhalt
Getarnt als „Iris Schneider“ bewegte sich die Polizistin Iris P. jahrelang im Umfeld der Roten Flora in Hamburg, arbeitete in einer Redaktionsgruppe des Hamburger Radiosenders Freies Sender Kombinat mit und ging Liebesbeziehungen zu einzelnen Menschen aus der linken Szene ein. Die verdeckte Ermittlerin Iris P. war zwischen 2001 und 2006 teilweise zeitgleich für mehrere Behörden im Einsatz: Generalbundesanwalt, BKA, LKA Hamburg und LKA Schleswig-Holstein.
Der Stuttgarter LKA-Beamte Simon B. immatrikulierte sich als „Simon Brenner“ an der Universität Heidelberg und forschte zwischen 2009 und 2010 politisch aktive Hochschulgruppen aus. Erst fünf Jahre später wird nach Klagen betroffener Menschen der Einsatz des verdeckten Ermittlers vom Verwaltungsgericht in Karlsruhe für rechtswidrig erklärt.
Der hauptsächlich aus Interviews bestehende Dokumentarfilm zeichnet exemplarische Fälle von verdeckten Ermittlungen in Hamburg und Heidelberg nach, beschreibt die Vorgehensweise der Polizei und stellt die Folgen staatlicher Überwachung für die Betroffenen in den Mittelpunkt. Dies erfolgt entlang bestimmter Leitfragen.
Aus der Perspektive des Staates äußert sich der damalige Generalbundesanwalt Kay Nehm (1994–2006), der den Einsatz der verdeckten Ermittlerin Iris P. auf Grundlage des § 129a genehmigte. Weitere Perspektiven beleuchten Jan Reinecke (Bund Deutscher Kriminalbeamter), Christiane Schneider (Hamburgische Bürgerschaft), Gerhart Baum (Jurist und ehemaliger Bundesinnenminister), Martin Heiming (Rechtsanwalt / RAV) und Iris Schipkowski (Psychologin).

## Produktion und Veröffentlichung
Claudia Morar und Hannes Obens produzierten ihren Debütfilm nach zweimaliger Ablehnung durch die Filmförderung Hamburg Schleswig-Holstein über eine Spendenkampagne. Im Laufe der Dreharbeiten von 2015 bis 2016 wurden in Hamburg weitere verdeckte Ermittlerinnen (Maria B. und Astrid O.) enttarnt. Auch diese Fälle wurden in den Film einbezogen.
Die Filmpremiere fand am 6. Juni 2017 im Abaton Kino statt, bundesweiter Kinostart war am 10. Juni 2017. Der Film wurde im Eigenverleih vertrieben. Durch vielfache überregionale Berichterstattung und großes öffentliches Interesse erreichte Im inneren Kreis allein bis zum Sommer 2020 durch Vorführungen in Kinos und Sondervorführungen an Universitäten, sonstigen Bildungseinrichtungen und Institutionen ca. 20.000 Zuschauer. Am 12. Juni 2022 folgte die Fernseh-Erstausstrahlung im NDR. Darüber hinaus ist der Film auf diversen Streaming-Plattformen und als DVD erhältlich.

## Kritik
„Und Michel Foucault hätte er sicherlich ebenfalls gefallen, dieser offen angelegte Diskursfilm zum Thema „Überwachen und Strafen“. Fortsetzung folgt: Vielleicht ja schon beim anstehenden G20-Gipfel in Hamburg. Denn dort sorgen bereits im Vorfeld die weitreichenden Überwachungsmaßnahmen für Unmut.“

„Diese Doku zeigt, was Bespitzelung mit den Opfern macht.“

„Obens und Morar ist ein sehenswerter Film gelungen, der zeigt, wie weit die Polizei in diesem Land geht.“

„Herausgekommen ist ein wichtiges filmisches Dokument über den Überwachungsstaat Bundesrepublik Deutschland.“

„Der Dokumentarfilm IM INNEREN KREIS gibt den Spitzel-Opfern das Wort, die sehr deutlich artikulieren, wie sie der Einbruch der Staatsgewalt in ihre Privatsphäre verletzt hat, und welche verheerenden gesellschaftlichen Folgen diese Praxis hat“